# Counterparts (Album)
Counterparts lautet der Titel des 15. Studioalbums, das die kanadische Rockband Rush im Oktober 1993 veröffentlicht hat.
Bei Counterparts zeigt sich deutlich die Rückkehr zu einem gitarrenlastigeren Sound, die schon mit dem Album Presto ihren Anfang genommen hat. Obwohl bei den meisten Songs Synthesizer zum Einsatz kommen, sind sie bei weitem nicht so stark vertreten wie auf Alben wie Power Windows oder Hold Your Fire.
Was die Songs betrifft, orientieren sich Rush einerseits an den Vorgängern Presto und Roll the Bones, allerdings schlagen sie teilweise auch eine neue Richtung ein. So besitzt der Song Stick It Out eine für Rush bis zu diesem Zeitpunkt ungewöhnliche Härte. Mit Nobody's Hero ist wieder eine Ballade dabei, die sich vom Stil her an The Pass (Presto) und Bravado (Roll The Bones) anlehnt.
Leave that Thing alone ist ein Instrumentalstück.

## Titelliste
Musik: Geddy Lee und Alex Lifeson. Texte: Neil Peart (ausgenommen dort, wo angegeben)
1. Animate – 6:03
2. Stick it out – 4:30
3. Cut to the Chase – 4:48
4. Nobody´s Hero – 4:55
5. Between Sun & Moon – 4:37 (Text: Neil Peart und Pye Dubois)
6. Alien Shore – 5:47
7. The Speed of Love – 5:02
8. Double Agent – 4:52
9. Leave that Thing alone – 4:06
10. Cold Fire – 4:27
11. Everyday Glory – 5:11

## Besetzung
- Geddy Lee – Bass, Synthesizer, Gesang
- Alex Lifeson – E- und Akustikgitarren
- Neil Peart – Schlagzeug, Cymbals, Percussion